# CTP (Napoli)
CTP (acronimo di Compagnia Trasporti Pubblici), in precedenza TPN (Tranvie Provinciali Napoletane), è stata una società di trasporto, di proprietà della città metropolitana di Napoli.
Nata nel 2001 dalla trasformazione del preesistente consorzio CTP, era incaricata per l'esercizio suburbano tra Napoli e l'area nord della città metropolitana di Napoli e il basso casertano.

## Storia
Tra il 1955 e il 1956, la giunta comunale di Napoli (guidata da Achille Lauro) e la giunta provinciale di Napoli (democristiana) iniziano a mostrare interesse per l'acquisizione e l'ammodernamento delle linee tranviarie provinciali napoletane. A causa di dinamiche politiche (la giunta provinciale contava sull'appoggio del Partito Monarchico Popolare, che al Comune di Napoli aveva invece maggioranza assoluta), l'acquisizione venne portata avanti dal Comune, che effettuò l'acquisizione della Société Anonyme des Tramways Provinciaux, l'azienda belga privata fondata nel 1884 che gestiva le linee tranviarie Napoli-Aversa/Giugliano, Aversa-Albanova, Napoli-Frattamaggiore e Napoli-Caivano, grazie a un anticipo di 250 milioni di lire da parte della SCUI, la società finanziaria della FIAT dedicata all'acquisto di autobus per enti pubblici e concessionari di trasporto pubblico locale, in cambio della cessione della gestione a quest'ultima per otto anni (la giunta infatti rifiutò qualunque municipalizzazione della società).
Nel 1957 il Comune acquisì quindi gli impianti e il materiale rotabile della SATP, costituendo contestualmente la società per azioni Tramvie Provinciali di Napoli (TPN).
Negli anni successivi il servizio tramviario viene sostituito progressivamente da linee automobilistiche e realizzata la filovia Napoli-Aversa; successivamente vengono acquisite alcune imprese private che gestivano autolinee (Selac-Sam-Sat). Alle  TPN nel 1968 venne inoltre affidata la gestione della ferrovia Alifana. Nel 1976 la società a causa della necessità di ammodernamento della tratta cosiddetta "bassa" fra Napoli e Santa Maria Capua Vetere optò per la chiusura che da provvisoria si trasformò in definitiva. Nel 1978 a seguito della liquidazione della Spa, venne costituito il Consorzio Trasporti Pubblici di Napoli (CTP), al 50% tra il comune e la provincia di Napoli. Nel 1986 la concessione della tratta "alta" della ferrovia Alifana venne revocata e affidata alla gestione commissariale governativa. Nel 1994 lo stesso entrò a far parte delle aziende del Consorzio UnicoCampania
Nel 2001 una nuova modifica societaria portò alla trasformazione del consorzio in Compagnia Trasporti Pubblici di Napoli sempre fra le stesse controparti al 50% con la partecipazione di alcune società locali. Nell'agosto del 2008 CTP fu nuovamente trasformato in società per azioni, avente come socio unico la ex Provincia di Napoli e l'anno successivo vendette le proprie quote di partecipazione nella Vesuviana Mobilità all'EAV bus. Dal 2015 la proprietà è passata alla Città metropolitana di Napoli, che ha previsto la fusione di Ctp con l'ANM, azienda di proprietà del comune di Napoli. Il 28 gennaio 2022 l'amministrazione metropolitana ha avviato le procedure di risoluzione del contratto di servizio stipulato con CTP per inadempimento, e i servizi suburbani su gomma saranno riassegnati ad EAV o AIR, come già avvenuto nella liquidazione della CLP.
Il 14 aprile 2022, dopo la revoca dei contratti di servizio da parte di Città Metropolitana di Napoli e Regione Campania e non sussistendo i presupposti per l'amministrazione straordinaria, il Tribunale di Napoli ne ha dichiarato il fallimento. I servizi sono stati affidati temporaneamente alle aziende EAV ed AIR.

## Settori di attività
CTP operava servizi di trasporto pubblico urbano e suburbano in base a contratti di servizio stipulati con gli enti locali territoriali. La rete servita era costituita da 65 autolinee e dalla linea filoviaria M13, gestita con autobus.

## Dati societari
L'impresa, che disponeva al momento del fallimento di circa 500 dipendenti, gestiva una rete di circa 2000 km, servendo un bacino d'utenza di 72 comuni e trasportando circa 26,5 milioni di passeggeri l'anno con un valore della produzione di circa 13,5 milioni di km/anno.

### Parco veicoli
CTP possedeva un parco di circa 370 autobus e di 13 filobus (3 Ansaldobreda F19 e 10 Solaris-Ganz Trollino). I depositi erano 3.